# Código ATC L
Secção da lista de códigos ATC.

## L: Agentes antineoplásicos e imunomoduladores
| L01 | Agentes antineoplásicos                                  |
|     | L01A Agentes alquilantes                                 |
|     | L01B Antimetabolitos                                     |
|     | L01C Alcalóides de plantas e outros produtos naturais    |
|     | L01D Antibióticos citotóxicos e substâncias relacionadas |
|     | L01X Outros agentes antineoplásicos                      |
| L02 | Terapêutica endócrina                                    |
|     | L02A Hormonas e agentes relacionados                     |
|     | L02B Antagonistas hormonais e agentes relacionados       |
| L03 | Imunoestimulantes                                        |
| L04 | Agentes imunossupressores                                |